# Сорочий Лог
Соро́чий Лог (рос. Сорочий Лог) — село у складі Первомайського району Алтайського краю, Росія. Адміністративний центр Сорочелогівської сільської ради.
Стара назва — Лівочеремшанка.

## Населення
Населення — 1248 осіб (2010; 1234 у 2002).
Національний склад (станом на 2002 рік):
- росіяни — 95 %